# 胡天作
胡天作（？—1222年），字景山，金朝管州人，河北九公之一。

## 生平
胡天作最初以鄉里民兵守衛本鄉管州，積功授少中大夫任管州刺史。興定二年（1218年），遙授同知太原府事，續兼任管州刺史。同年平陽失守，改同知平陽府事。興定三年（1219年）胡天作克復平陽，對朝廷說：「汾州、潞州皆設置元帥府，平陽是大城鎮，現在稍微完復，所管州縣，不下十萬戶，回家復業者相繼不絕，超過汾、潞州甚多，宜同樣設置元帥府。」於是以天作擔任便宜招撫使、權元帥左都監。興定四年（1220年）二月，金宣宗置封九名地方武裝首領為公爵對抗蒙古，並稱「九公」。九公皆兼宣撫使，階銀青榮祿大夫，賜號「宣力忠臣」，總帥本路兵馬，署置官吏，征斂賦稅，賞罰號令得以便宜行之，胡天作以平陽招撫使受封平陽公，以平陽、晉安府，隰、吉州歸其管轄。胡天作請以晉安府之翼城縣為翼州，以垣曲、絳縣隸焉。置平水縣于汾河之西，朝廷皆從之。胡天作守平陽凡四年，屢有功，金朝下詔錄進其子胡定哥擔任官職。
元光元年（1222年）十月，蒙古大將木華黎攻擊青龍堡，胡天作堅守青龍堡，金朝下令古里甲石倫會同張開、郭文振領兵救援，進軍至彈平寨東三十里處便無法再前進。知府事術虎忽失來、總領提控王和、裨將薄察定住領兵投降蒙古，至青龍堡下喊話向堡內守軍索討他們的妻子兒女，堡內軍民軍心崩潰，於是叛變擒拿住胡天作開城投降，胡天作只能順勢投降蒙古。金朝下詔誅殺術虎忽失來逃到南京開封府的兒子，但命令胡天作的兒子定哥繼續照舊當職。胡天作投降後接受蒙古官職，佩虎符招撫懷州、孟州之民，定哥知悉父親投降消息後便也自殺身亡。
其後金朝下詔給張開、郭文振要他們招撫胡天作，胡天作至濟源，想逃歸金朝，先遣人奏表南京開封府，木華黎厭惡其反覆無常，便殺了胡天作。